# Arctotideae
Arctotideae ist eine Tribus in der Pflanzenfamilie der Korbblütler (Asteraceae). Am bekanntesten sind die Gazanien-Hybriden, die an sonnigen Stellen in Parks und Gärten als Zierpflanzen verwendet werden; etwas seltener werden die Arctotis-Hybriden für den gleichen Zweck verwendet.

## Beschreibung

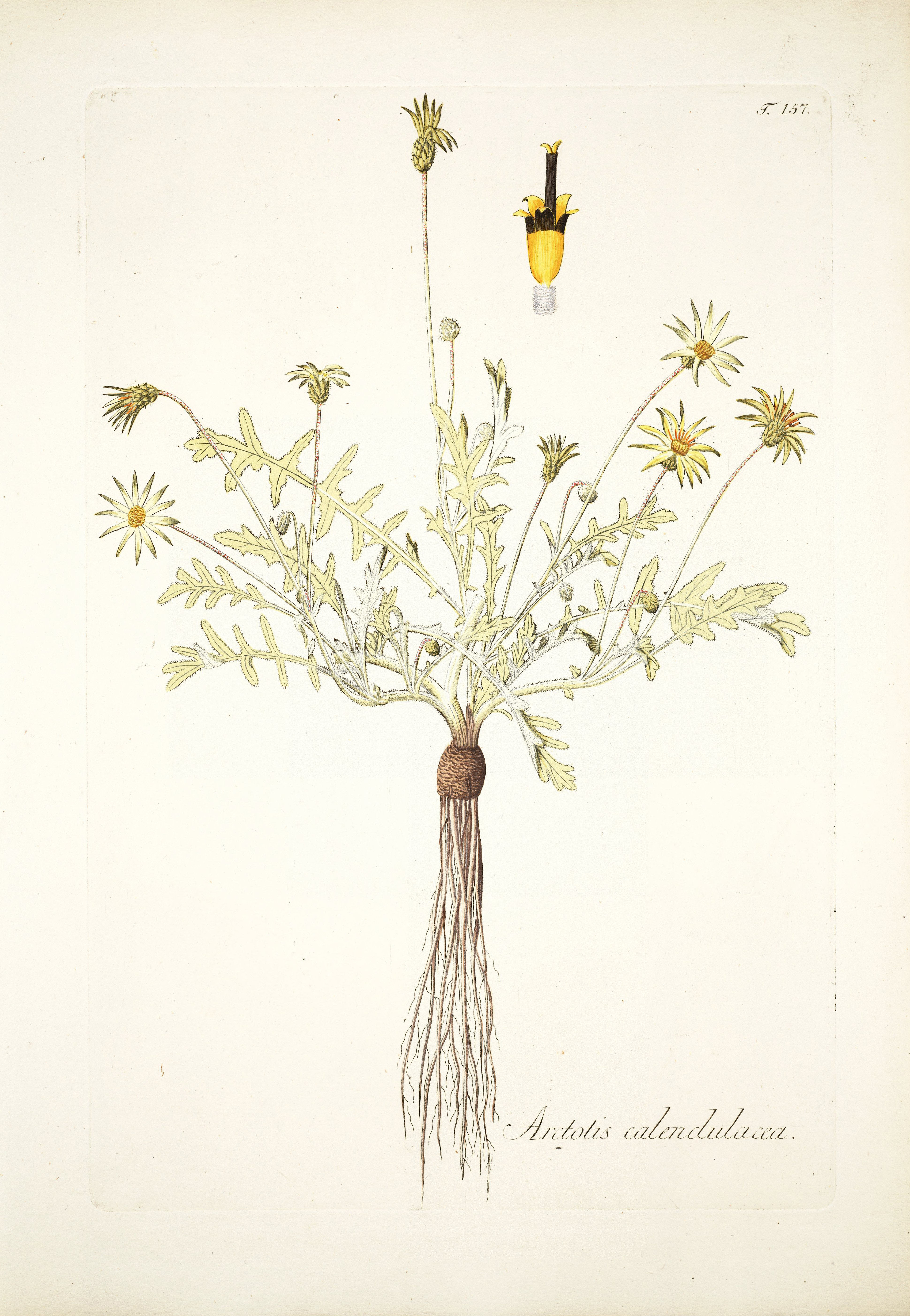
Illustration des Kaplöwenzahn (Arctotheca calendula)

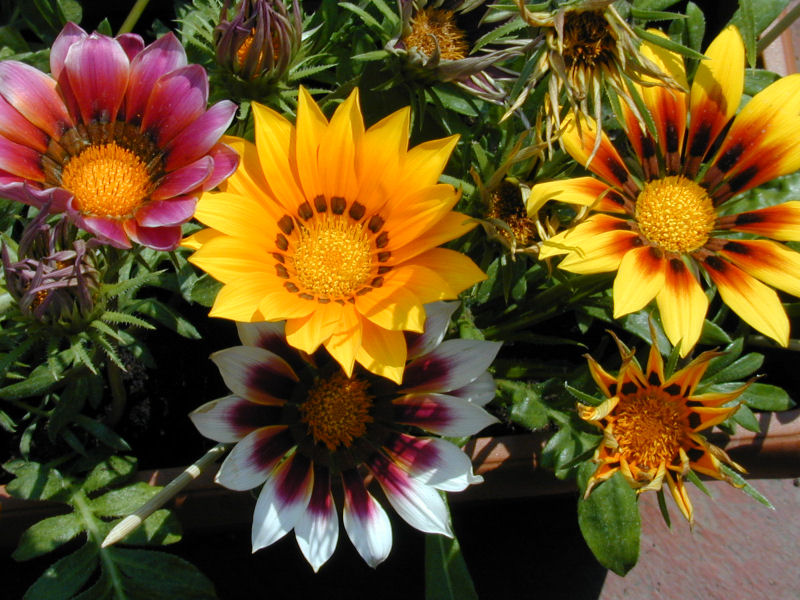
Von Gazania-Hybriden gibt es eine breite Palette an Farben.

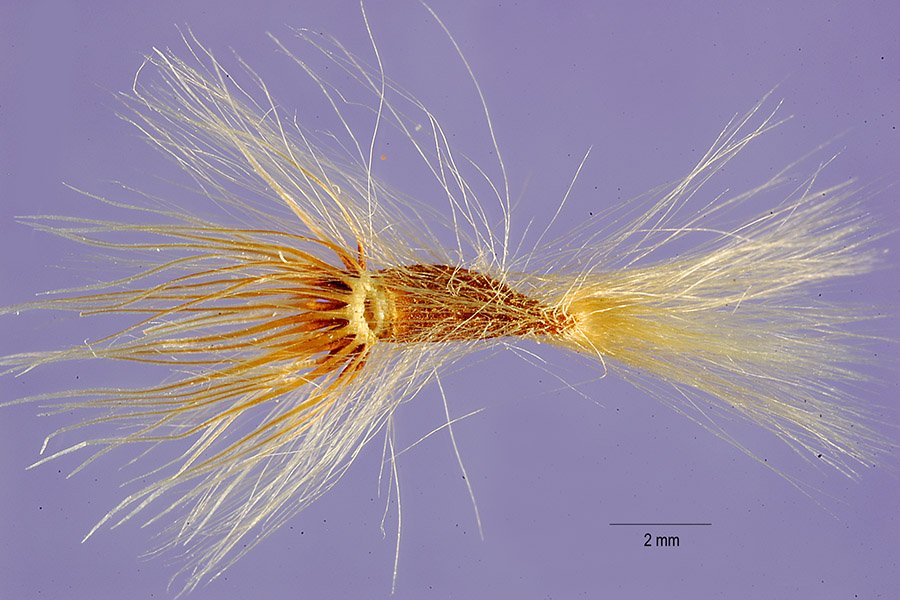
Achäne von Gazania linearis

### Vegetative Merkmale
Die Arten der Tribus Arctotideae sind krautige Pflanzen: einjährige oder ausdauernde; oder selten verholzende Pflanzen: Halbsträucher oder Sträucher. Manche Arten sind stachelig. Einige Arten, besonders bei Gazania besitzen einen weißen Milchsaft.
Die meist wechselständig und in grundständigen Rosetten oder am Stängel verteilt angeordneten Laubblätter sind gestielt oder ungestielt. Die Blattspreite besitzen selten einen glatten, meist einen mehr oder weniger gezähnten bis stachelig gezähnten oder gelappten Blattrand; bei einigen Arten ist sie geteilt.

### Generative Merkmale
Meist stehen die körbchenförmigen Blütenstände einzeln an mehr oder weniger langen Stielen oder selten in doldentraubigen bis traubigen Gesamtblütenständen zu mehreren zusammen, manchmal auch in Teilblütenständen 2. Ordnung. Die meist ungleichen Hüllblätter stehen in selten zwei, meist drei bis über sechs Reihen, sie können frei bis mehr oder weniger verwachsen sein und sind meist krautig, seltener fleischig, manchmal sind sie stachelig (siehe Bild von Berkheya spinosissima). Die Blütenkorbböden sind flach bis konisch. Selten sind Spreublätter vorhanden. In jedem Blütenkörbchen befinden sich äußere, zygomorphe Zungenblüten (= Strahlenblüten) und innere, radiärsymmetrische Röhrenblüten (= Scheibenblüten). Am Rand sind ein bis zwei Reihen meist weiblicher, sie können fertil oder steril sein, manchmal ungeschlechtiger Strahlenblüten vorhanden; ihre Zunge endet in selten zwei, meist drei oder vier Kronzähnen und die Farben ihrer Kronblätter reichen von weiß, gelb über orange bis rot und über purpurfarben bis blau. Die Scheibenblüten sind meist zwittrig und fertil, manchmal funktional männlich; ihre Kronröhre endet in vier oder fünf Kronzähnen und die Farben ihrer Kronblätter reichen von gelb über dunkelbraun bis purpurfarben.
Die meist gerippten Früchte des Typus Achänen besitzen meist einen beständigen Haarkranz oder Pappus, der aus mehr oder weniger zwei Reihen mit meist vier bis acht, selten bis mehr als 16 Schuppen besteht oder manchmal kronenförmig ist.

## Systematik und Verbreitung

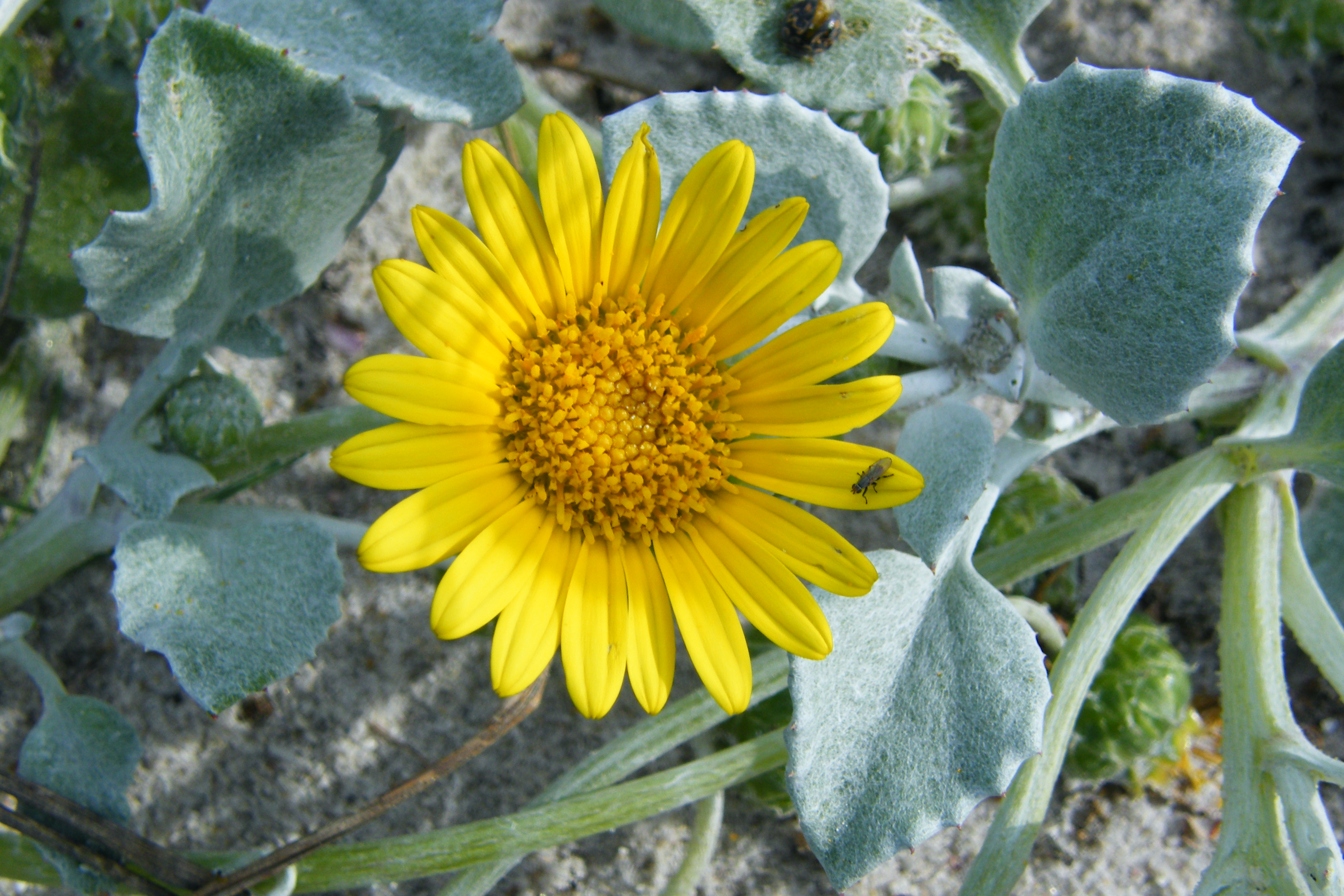
Subtribus Arctotidinae: Einzeln stehendes Blütenkörbchen von Arctotheca populifolia

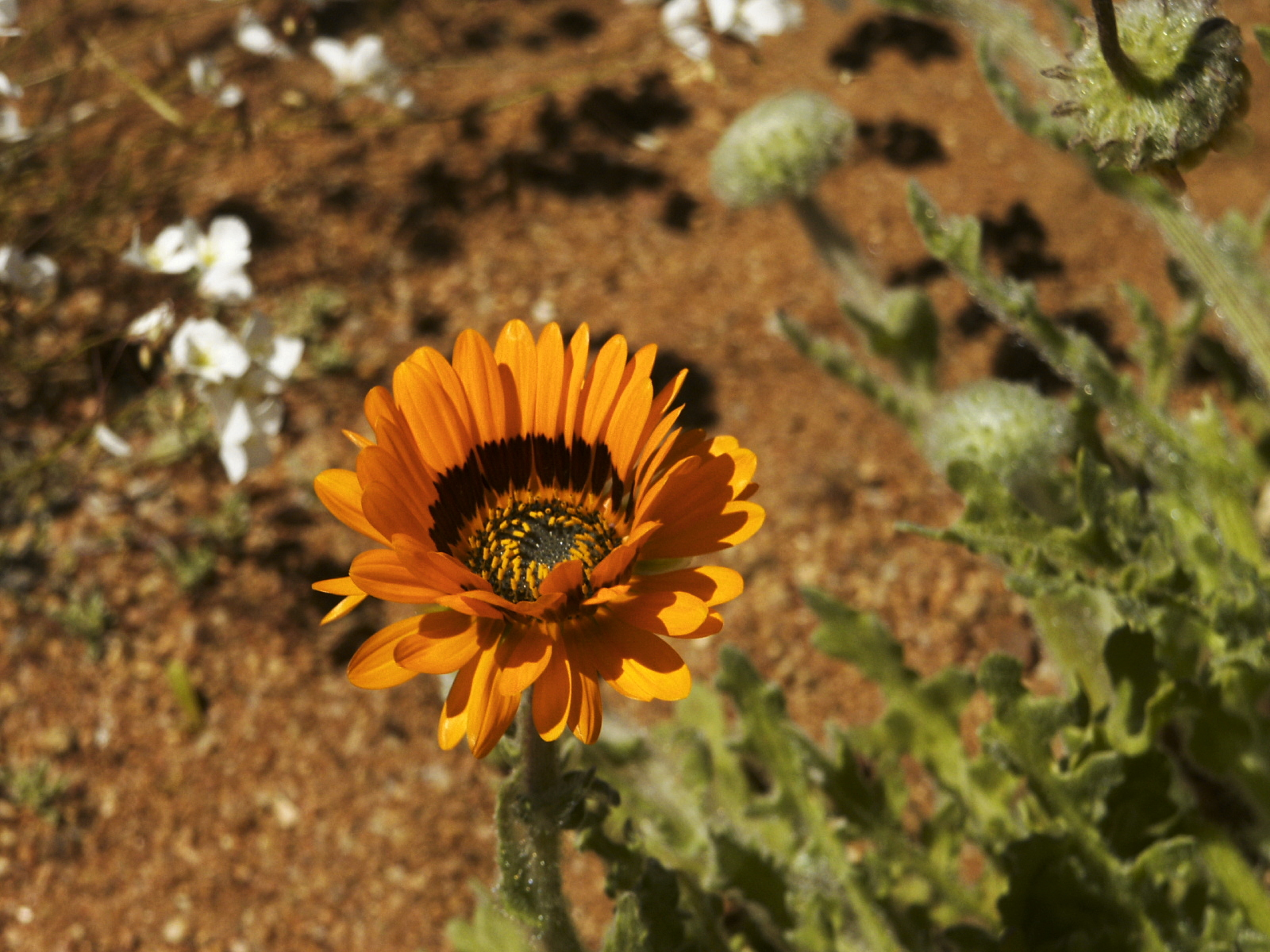
Subtribus Arctotidinae: Blütenkorb von Arctotis fastuosa

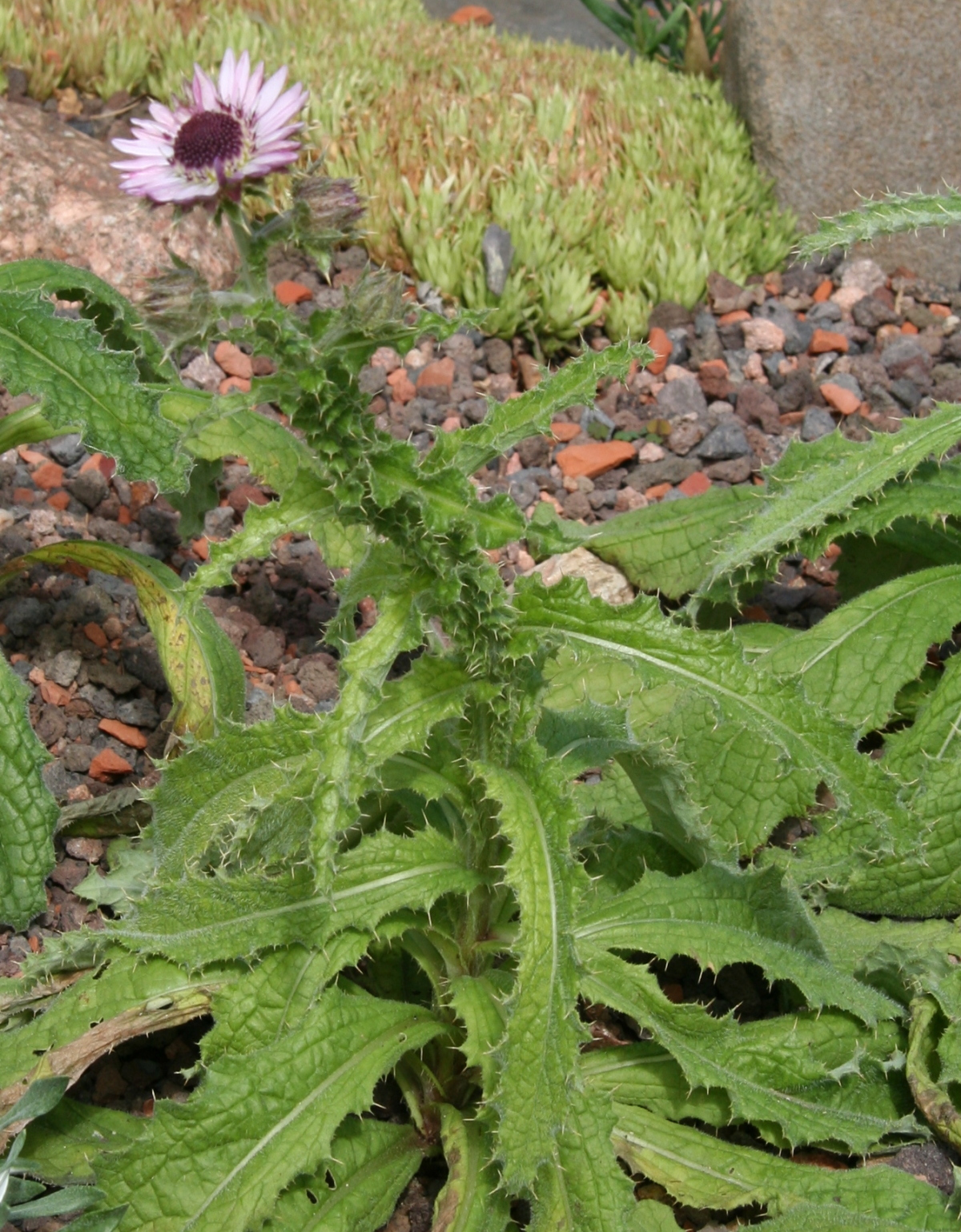
Subtribus Gorteriinae: Berkheya purpurea mit stacheligem Blattrand

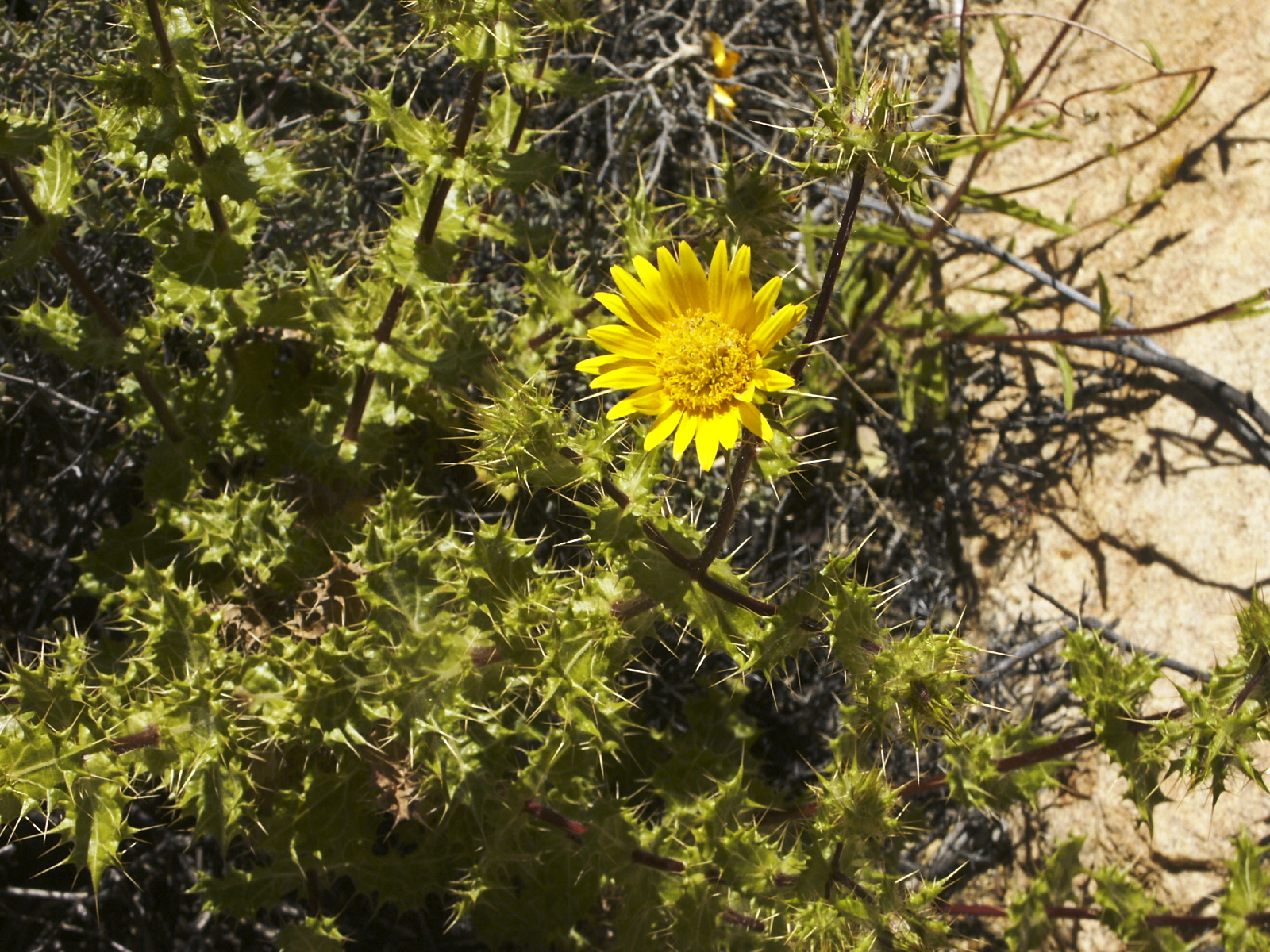
Subtribus Gorteriinae: Die stachelige Berkheya spinosissima

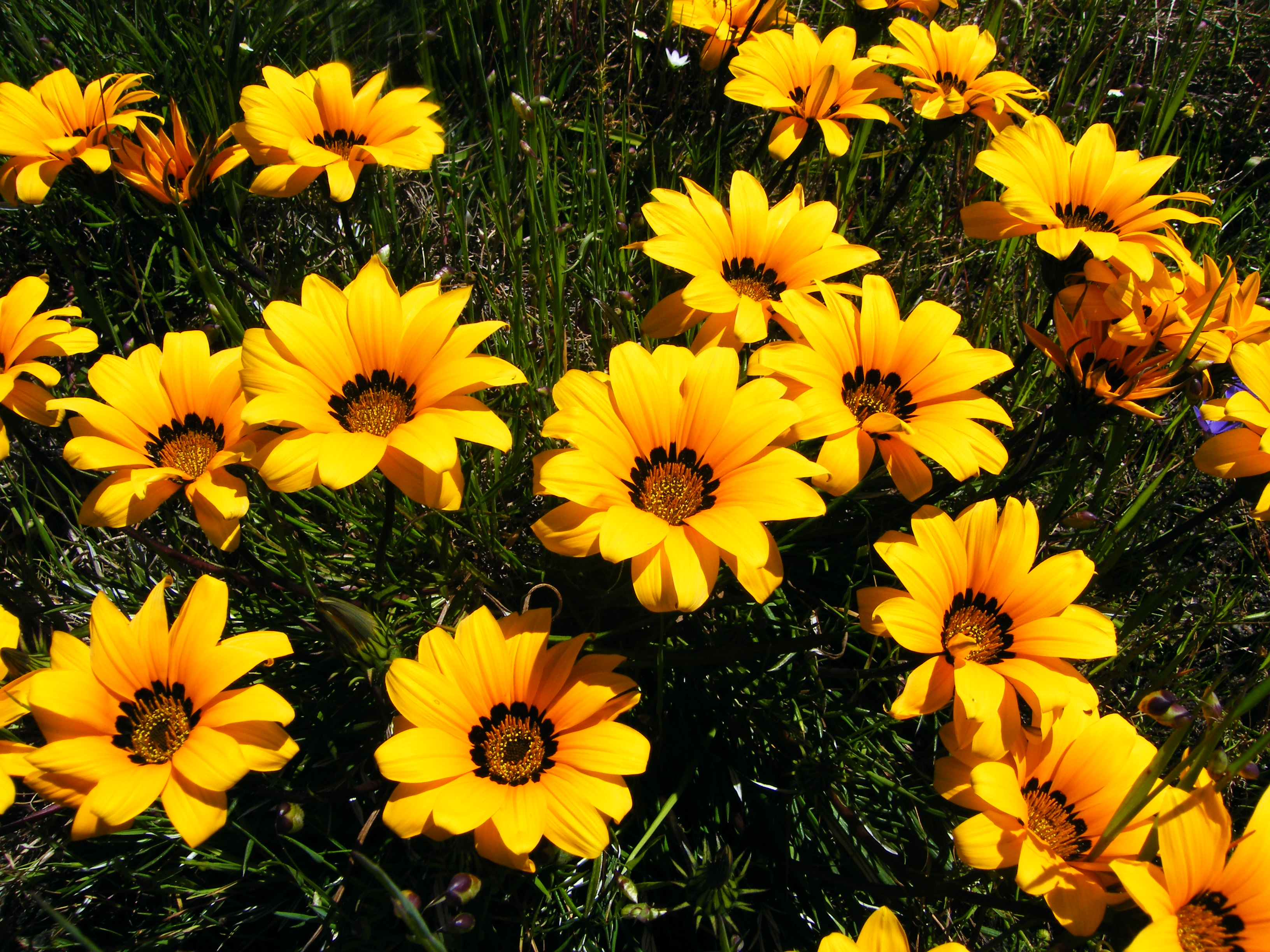
Subtribus Gorteriinae: Gazania pectinata

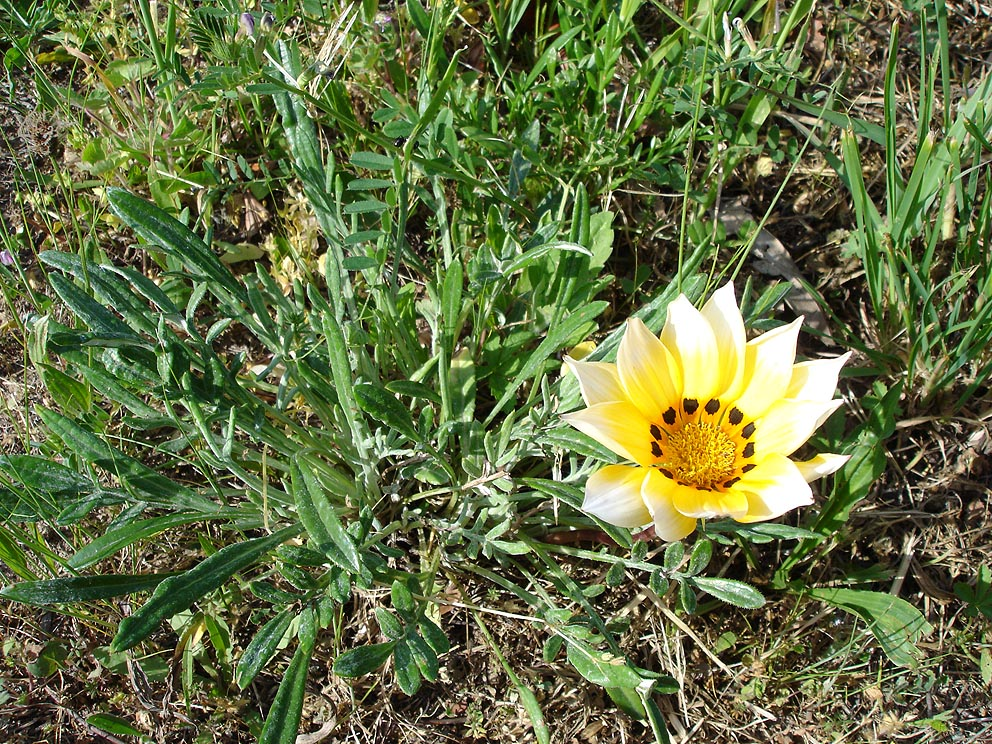
Subtribus Gorteriinae: Gazania rigens

Das Hauptverbreitungsgebiet ist das gesamte südliche Afrika, wobei die überwiegende Zahl der Arten Elemente der Kapflora (Capensis) sind. Daher ist auch die englische Bezeichnung „African Daisies“ berechtigt. Das Zentrum der Artenvielfalt liegt in Winterregengebieten. Die zwei Cymbonotus-Arten kommen nur in Australien vor. Einige Arten wurden besonders in frostfreien Gebieten der Erde zu invasiven Pflanzen.
Die Erstveröffentlichung der Tribus Arctotideae erfolgte 1816 durch Alexandre Henri Gabriel de Cassini in Journal of natural philosophy, chemistry and the arts, 88, 159. Orthografische Variante: Arctoteae Cass.
Die Tribus Arctotideae wird gegliedert in zwei oder drei Subtribus mit etwa 13 bis 17 Gattungen und etwa 200 bis 220 Arten:
- Subtribus Arctotidinae: Sie enthält etwa fünf Gattungen mit etwa 81 Arten:
  - Arctotheca J.C.Wendl.: Die etwa vier Arten sind Mosambik und Südafrika verbreitet, beispielsweise
    - Kaplöwenzahn (Arctotheca calendula (L.) Levyns)

  - Bärenohren (Arctotis L.): Die 64 Arten sind von der Capensis bis Angola verbreitet. Darunter:
    - Prächtiges Bärenohr (Arctotis fastuosa Jacq.)

  - Cymbonotus Cass.: Die nur zwei Arten sind in Australien verbreitet.[4]
  - Dymondia Compton: Sie enthält nur eine Art:
    - Dymondia margaretae Compton: Dieser Endemit gedeiht in der südafrikanischen Provinz Westkap in Höhenlagen von 160 bis 200 Metern nur in der Southern-Overberg-Region von Kap Agulhas bis Potberg.[5]

  - Haplocarpha Less.: Die etwa zehn Arten sind in Afrika, davon drei vom afromontanen östlichen Afrika bis Eritrea verbreitet, fünf Arten kommen nur in der Capensis.

- Subtribus Gorteriinae Benth. & Hook.f.: Sie enthält acht Gattungen mit etwa 130 Arten:
  - Berkheya Ehrh.: Die etwa 75 Arten sind hauptsächlich in der Capensis verbreitet, nur vier Arten kommen in anderen Bereichen Afrikas vor.
  - Cullumia R.Br.: Die etwa 15 Arten kommen in den südafrikanischen Provinzen Nordkap und im Westkap vor.[3]
  - Cuspidia Gaertn.: Sie enthält nur eine Art:
    - Cuspidia cernua (L. f.) B.L.Burtt: Sie ist in den südafrikanischen Provinzen Nordkap, Westkap und Ostkap verbreitet.[3]

  - Didelta L'Hér.: Die nur zwei Arten sind im westlichen Teil der Capensis verbreitet.[3]
  - Gazania Gaertn.: Die etwa 17 Arten sind hauptsächlich in der Capensis verbreitet, aber zwei Arten reichen weiter nach Norden.
  - Gorteria L.: Die etwa drei Arten sind in der Capensis verbreitet.[3]
  - Heterorhachis Sch.Bip. ex Walp.: Sie enthält nur eine Art:
    - Heterorhachis aculeata (Burm. f.) Roessler: Sie kommt in den südafrikanischen Provinzen Nordkap und im Westkap vor.[3]

  - Hirpicium Cass.: Die etwa zwölf Arten sind im tropischen und südlichen Afrika verbreitet, davon kommen acht nur in der Capensis vor.[3]

- Subtribus Eremothamninae: Sie enthält nur zwei Gattungen mit nur drei Arten (gehört nach Worthley, Funk & Skarla vielleicht nicht in diese Tribus):
  - Pteronia L.: Hierher gehört:
    - Pteronia marlothiana (O.Hoffm.) Dinter (Syn.: Eremothamnus marlothianus O.Hoffm.): Sie kommt nur in Namibia vor.

  - Hoplophyllum DC.: Die nur zwei Arten kommen in den südafrikanischen Provinzen Nord- und Westkap.[3]

- Unsichere Position:
  - Heterolepis Cass.: Die nur drei Arten kommen nur in der südafrikanischen Provinz Westkap vor.[3]
  - Platycarpha Less.: Die nur drei Arten sind im südlichen Afrika verbreitet.[3]